# Reichstädt
Reichstädt is een gemeente in de Duitse deelstaat Thüringen, en maakt deel uit van de Landkreis Greiz.
Reichstädt telt 332 inwoners.